# Izquierda abertzale

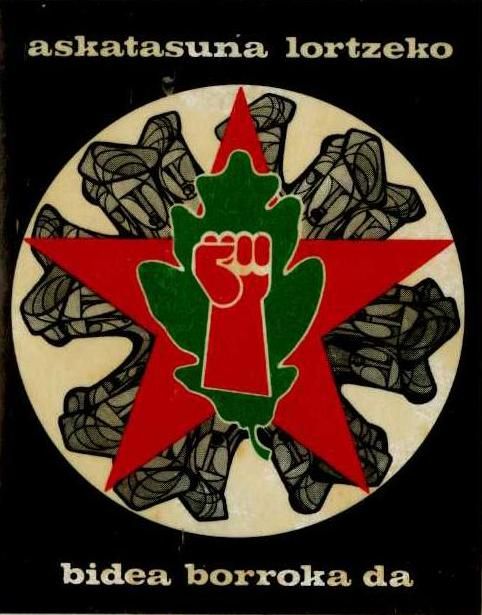
Cartel de KAS de 1976, con el mensaje Askatasuna lortzeko bidea borroka da (El camino para lograr la libertad es la lucha).

La izquierda abertzale es una ideología independentista vasca de carácter izquierdista. La expresión «izquierda abertzale» comenzó a utilizarse en el entorno de Euskadi Ta Askatasuna (ETA) a mediados del siglo XX como respuesta al nacionalismo vasco conservador y demócrata cristiano históricamente representado por el Partido Nacionalista Vasco (PNV). Por ello algunos autores lo identifican con el nacionalismo vasco radical surgido de ETA mientras que otros lo restringen al sector político representado por Herri Batasuna, Batasuna y Sortu.
Desde la Segunda República española venían existiendo corrientes ideológicas que combinaban el anticapitalismo y la autodeterminación de las provincias vascas. En este sentido, son muchas las organizaciones que a lo largo del tiempo se han adscrito al nacionalismo vasco de izquierda diversificando su ideología, sea en forma de comunismo, socialismo o socialdemocracia. Desde la Transición es el movimiento sociopolítico vasco más destacado, debido sobre todo a su capacidad de movilización y por haberse constituido como frente electoral amplio. En la actualidad sus principales referentes son Euskal Herria Bildu, en España, y Euskal Herria Bai, en Francia.

## Concepto
Aunque la traducción más literal del euskera de la palabra abertzale sería "amante/amigo de la patria" (aberri+zale), no existe un único concepto de lo que es la izquierda abertzale, por lo que se puede decir que el significado de la expresión es polisémico.

### Concepto amplio: nacionalismo vasco de izquierda
En su significado más amplio, la expresión aludiría a todo el nacionalismo vasco situado en la izquierda política. Así pues, se consideraría que la expresión en euskera abertzale, traducible como "patriota", significaría en este contexto "nacionalista". Por tal motivo, la expresión abarcaría a todas las organizaciones o personas que defienden el nacionalismo vasco desde posiciones izquierdistas. El primer exponente sería Acción Nacionalista Vasca durante la época de la Segunda República; a la que seguiría luego el grupo Ekin, antecedente directo de ETA; la propia ETA; los grupos surgidos como escisiones de esta, como LAIA, o a consecuencia de llamamientos efectuados por alguna de las ramas de la organización terrorista, como EIA o EAS (y sus continuadores EHAS y HASI); y partidos nacionalistas heterodoxos críticos con ETA, como ESB-PSV o ESEI, ya desaparecidos; a los que habría que sumar, posteriormente, Eusko Alkartasuna, escisión socialdemócrata del PNV, y Abertzaleen Batasuna, principal referente del nacionalismo vasco en Francia.
Tras la constitución de un frente electoral amplio agrupado en torno a Euskal Herria Bildu (EH Bildu), este sector político también ha sido denominado como izquierda soberanista vasca distinguiéndose así de otras acepciones más restringidas o históricas.

### Concepto intermedio: nacionalismo radical de izquierdas surgido de ETA
Entre un sector de historiadores ha hecho fortuna un segundo significado más restrictivo que el anterior. Según ellos, la izquierda abertzale sería aquella surgida de ETA (incluidas las distintas organizaciones armadas que han llevado este nombre) o de una organización que orbite en torno a ella. Sería un concepto más restringido que el de "nacionalismo vasco radical" pero más amplio que el de Movimiento de Liberación Nacional Vasco (MLNV), que se referiría al sector que acepta el liderazgo de ETA militar desde finales de los años 1970. Este significado excluiría a los partidos nacionalistas surgidos al margen de ETA, como ANV (al menos hasta su cambio de rumbo en el V Congreso celebrado en julio de 1979), ESB-PSV o ESEI. También excluiría al partido Euskadiko Ezkerra (EE) surgido de la fusión de EIA con el Partido Comunista de Euskadi (PCE-EPK). Los grupos que, desde esta perspectiva, sí pueden ser considerados como componentes de la izquierda abertzale no son homogéneos, y podrían tener distintas estrategias. Así ocurre con la división entre EIA y HASI, que conlleva un enfrentamiento político cada vez más agrio.

### Concepto restringido: MLNV de izquierda
Por último, la expresión se ha utilizado en un sentido más restringido, entendiéndola limitada al sector que acepta la dirección política de ETA militar. Este significado ha sido utilizado en épocas distintas y desde ópticas ideológicas muy diferentes. Así, a finales de los años 1970 y principios de los años 1980, el sector adscrito al naciente MLNV agrupado en la entonces coalición Herri Batasuna (HB) descalificó insistentemente al sector rival agrupado en el partido EIA y la coalición Euskadiko Ezkerra acusándole de traición y negando su adscripción a una verdadera izquierda abertzale. Similares acusaciones se repitieron a principios del siglo XXI; procedentes de la militancia de Batasuna con respecto a Aralar, cuando este se creó, y posteriormente hacia el nuevo partido Sortu y la coalición EH Bildu desde sectores críticos como Eusko Ekintza y Askatasunaren Bidean.
El uso de la expresión con este significado no se limitó al MLNV. También desde sectores opuestos se utilizó reiteradamente. Sobre todo, tras la ilegalización del partido Batasuna (y la posterior ilegalización de Acción Nacionalista Vasca y Partido Comunista de las Tierras Vascas) se utilizó para designar al sector político que había quedado huérfano de representación partidaria. La expresión fue repetidamente utilizada para denominar al sector simpatizante de Batasuna por un amplio sector periodístico y judicial.
No obstante, el término no sería totalmente equivalente al de MLNV, pues excluiría a las pocas personas u organizaciones pertenecientes a este que no fueran adscribibles a la izquierda política, como podría ser el notable caso del conservador Telesforo Monzón, promotor de la creación de HB.

## Historia
El origen de lo que hoy en día se denomina izquierda abertzale nace de la combinación de la ideología nacionalista vasca con la ideología marxista a mediados de los años 60 (años en los que nace Euskadi Ta Askatasuna), si bien ya desde los años 30 venía existiendo una ideología que combinaba el anticapitalismo y la autodeterminación en figuras comunistas del PCE-EPK como Jesús Larrañaga o el partido político Acción Nacionalista Vasca (EAE-ANV), primer partido nacionalista vasco de izquierdas.

### Partido Republicano Nacionalista Vasco (1911)
El Partido Republicano Nacionalista Vasco (PRNV) fue el primer intento por crear un partido abertzale en el País Vasco de corte laico y republicano como alternativa al nacionalismo conservador y católico del Partido Nacionalista Vasco, por lo que se le considera un antecedente de Acción Nacionalista Vasca. Fundado el 1 de enero de 1911 con Francisco Ulacia al frente, quien también fundara el Partido Nacionalista Liberal Vasco en 1909, tuvo una vida muy efímera pues se disolvió en 1913. Tomó como modelo a seguir la Unión Federal Nacionalista Republicana y, en contraposición al lema jeltzale del PNV, el suyo fue Patria y Libertad.

### Acción Nacionalista Vasca (1930)
Acción Nacionalista Vasca (ANV) nació a partir de un grupo de personalidades del nacionalismo vasco como Luis Urrengoetxea, Anacleto Ortueta, Tomás Bilbao y Justo Gárate entre otros, quienes realizan el Manifiesto de San Andrés en 1930, manifiesto fundacional de ANV. El partido, de carácter laico, republicano y socialdemócrata giró a la izquierda durante el bienio radical-cedista definiéndose anticapitalista e independentista.
Durante la guerra civil ANV apostó por la república y organizó cuatro batallones de voluntarios que combatieron en el bando republicano como parte del Ejército Vasco. Formó parte del Gobierno de Euzkadi de José Antonio Aguirre, así como del gobierno español de Juan Negrín. Durante la dictadura franquista ANV mantuvo una escasa actividad en el exilio, manteniendo su puesto en el Gobierno Vasco de Aguirre y de Leizaola posteriormente.

### Ekin (1952)
En los años 50 el régimen franquista empieza a consolidarse y a ser reconocido internacionalmente. En este contexto, en 1952 en Bilbao se forma un grupo de estudio universitario llamado Ekin, que en 1953 tomará contacto con la organización juvenil del PNV, Euzko Gaztedi Indarra (EGI), pasando a ser una sola organización en 1956. Así, con motivo del primer Congreso mundial vasco celebrado ese mismo año en París, fue redactada una ponencia conjunta apostando por el relevo generacional dentro del nacionalismo vasco, chocando con las directrices del PNV. Esta confrontación con los dirigentes del PNV aflorará en 1958, lo que llevó a la expulsión de los dirigentes de Ekin, que se vería acompañada con la escisión de EGI. Entre los motivos de esta decisión estaba la posición de Ekin de adoptar una estrategia de «acción directa» y actuar así como un movimiento de resistencia vasco, en una época en la que abundaban las luchas de liberación nacional en el tercer mundo, como la descolonización de Argelia.

### Euskadi Ta Askatasuna (1959)
El 31 de julio de 1959 Ekin se transforma en Euskadi Ta Askatasuna (ETA), definiéndose tras su primera asamblea, celebrada en 1962, como un movimiento revolucionario de liberación nacional aconfesional, pero sin declararse socialista aún. Desde el nacimiento de ETA, el PNV dejó clara su desvinculación de esta mediante un comunicado publicado en 1964. 
Es en la II Asamblea de ETA, celebrada en 1963, donde empiezan a quedar más definidos los elementos izquierdistas de la organización, adoptando un ideario afín al marxismo, reafirmándose en unos principios socialistas en los años posteriores, siempre sin renunciar a su carácter nacionalista vasco y apostando por la lucha armada como método de obtener sus objetivos. Con los años surgirían dentro de ETA diversas corrientes “obreristas”, partidarias de dar prioridad a la lucha política y al apoyo al movimiento obrero frente a la lucha armada mediante alianzas con las organizaciones obreras de ámbito estatal y dando primacía a las ideas marxistas frente al nacionalismo vasco en mayor o menor medida; estas corrientes irían abandonado la banda en sus diversas Asambleas, formando o integrándose en partidos políticos de ideología comunista o socialista, como LAIA, LKI, EMK, ORT y PCE-EPK, entre otros.
Ya en la etapa final del franquismo ETA se dividió en dos organizaciones rivales. Por un lado, la entonces llamada "ETA militar" o "ETA (m)", grupo que ha llegado hasta nuestros días con el simple nombre de ETA. Por otro lado, la entonces mayoritaria "ETA político-militar" o "ETA (pm)", partidaria de combinar la lucha armada con la participación institucional, siguiendo fieles al nacionalismo vasco y a la ideología izquierdista. ETA (pm) fue la impulsora del partido político Euskal Iraultzarako Alderdia (Partido para la Revolución Vasca), que a la larga propiciarían su disolución y la reinserción de sus militantes.
En el País Vasco francés la nueva organización independentista Iparretarrak (IK) también comenzó a practicar la violencia en 1973 con una serie de atentados contra intereses turísticos. Al contrario de ETA, IK no pretendía ser vanguardia del movimiento abertzale aunque también reivindicara la unidad de Euskal Herria e hiciera suyo el componente ideológico de izquierdas abanderado por ETA desde su V Asamblea.

### Inicio de la Transición española (1975)
Con la muerte de Franco y el inicio de la transición democrática y la apertura a libertades políticas inexistentes anteriormente, comienza a tomar forma la conocida desde entonces como izquierda abertzale a través de diversos partidos, sindicatos y organizaciones, muchas de ellas vinculadas a ETA desde su origen.

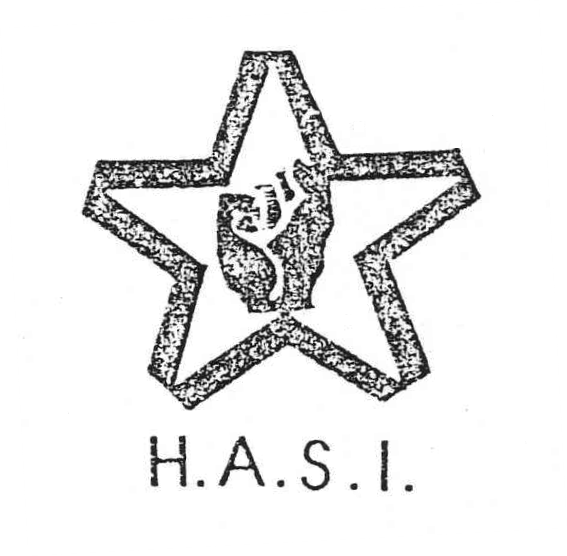
Anagrama de HASI, uno de los partidos de la izquierda abertzale durante la Transición.

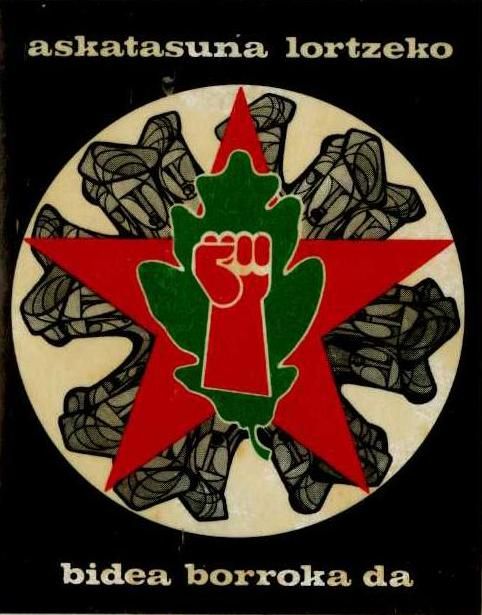
Cartel de KAS, con el eslogan «La lucha es el camino para lograr la libertad».

En 1974 habían surgido Eusko Alderdi Sozialista (EAS) y Herriko Alderdi Sozialista (HAS) (este último en el País Vasco francés), que en 1975 se fusionaron para dar Euskal Herriko Alderdi Sozialista (EHAS), que a su vez en 1977 se transformaría, con la incorporación de Eusko Sozialistak (ES), en Herri Alderdi Sozialista Iraultzailea (HASI), partido que más tarde tendría un relevante papel dentro de la izquierda abertzale. Otros partidos y organizaciones con una orientación ideológica de izquierda y abertzale fueron: 
- Acción Nacionalista Vasca (ANV), que se reorganizó tras décadas de inactividad y fue legalizado de nuevo en 1977 con la vuelta de la democracia;
- Langile Abertzale Iraultzaileen Alderdia (LAIA), nacido en 1974 a partir de una escisión de ETA que consideraba necesaria la creación de un partido de carácter obrero y nacionalista en Euskadi;
- Langile Abertzaleen Batzordeak (LAB) y Langile Abertzale Komiteak (LAK), sindicatos creados en 1974;
- Partido Socialista Vasco (ESB-PSV), partido político fundado en 1976 a partir de miembros del sindicato Euskal Langileen Alkartasuna (ELA) y de antiguos miembros de ETA;
- Euskal Sozialistak Elkartzeko Indarra (ESEI), partido político formado en 1976 partidario de un socialismo autóctono y del abandono de la lucha armada;
- Abertzale Sozialista Komiteak (ASK), surgido en 1976, como un movimiento autogestionado y asambleario, con la intención de aglutinar a distintos sectores del movimiento para la liberación nacional;
- Gestoras Pro Amnistía, surgidas en 1976 como organización antirrepresiva;
- Euskal Iraultzarako Alderdia (EIA), partido de la izquierda abertzale surgido en 1977 por el "desdoblamiento" de ETA político-militar.
- Jarrai, nacida en 1979 como las juventudes de la Koordinadora Abertzale Sozialista (KAS).

Asimismo, en 1975 se formó la Koordinadora Abertzale Sozialista (KAS) como órgano colectivo que agrupaba a los diferentes partidos políticos, sindicatos, movimientos sociales y organizaciones armadas (calificadas de terroristas) del espectro político de la denominada izquierda abertzale, destinado a coordinar las diferentes acciones de las organizaciones afines al Movimiento de Liberación Nacional Vasco (MLNV), tanto legales como ilegales, tendentes a la consecución de sus objetivos políticos así como a servir de mesa de debate entre ellas. Entre las organizaciones que crearon KAS se encontraban los partidos EHAS (luego HASI) y LAIA, las organizaciones armadas ETA (pm) y ETA (m), y los sindicatos LAB y LAK. Más tardé se unió ASK y durante un corto espacio de tiempo EIA, que la abandonó junto a ETA (pm) en 1977. Igualmente, también dependían de KAS otras organizaciones, como Gestoras Pro Amnistía o Jarrai. KAS tenía como programa político la alternativa KAS.
Entre los medios de comunicación afines a la ideología abertzale de izquierdas, en 1976 comenzó a editarse el semanario Punto y Hora de Euskal Herria y en 1977 se creó el diario Egin, clausurado años después por mandato judicial y seguido por Gara en 1999.

### Primeras elecciones generales tras la dictadura franquista (1977)
Ante las primeras elecciones democráticas en junio de 1977 los partidos de la izquierda abertzale, que se habían agrupado meses antes en torno a Euskal Erakunde Herritarra junto a otros partidos de la izquierda estatal revolucionaria, tomaron diversas posturas tras el fracaso de las "reuniones de Txiberta" auspiciadas por Telesforo Monzón.
En febrero de 1977 KAS acuerda que sólo participará si se consigue la amnistía y la tolerancia para los partidos; sin embargo, ETA (pm) y EIA consideraron que si la izquierda abertzale no participaba, sus posibles votantes se decantarían por otras opciones. Vista la situación, se produjo la escisión de KAS de estas formaciones y EMK inició conversaciones con EIA para acudir juntos en la coalición Euskadiko Ezkerra (EE). Finalmente EHAS, LAIA y KAS propugnaron la abstención; y ANV, ESB-PSV, ESEI y EE participaron, consiguiendo la última un diputado y un senador, y ESEI, dentro de la candidatura del Frente Autonómico, un senador.

### La Mesa de Alsasua y Herri Batasuna (1978)

Bandera representativa de Herri Batasuna, coalición unitaria de la izquierda abertzale entre 1978 y 2001.

Tras estos hechos, en octubre de 1977 se constituyó la Mesa de Alsasua, en la que participaron HASI, EIA, LAIA, ESB-PSV y ANV con la intención de presentar una candidatura unida de la izquierda abertzale articulada en torno a la alternativa KAS; meses después, en abril de 1978, la Mesa de Alsasua se constituiría en la coalición Herri Batasuna (HB), con el apoyo externo de KAS y de ETA (m), aunque formalmente HB era independiente de estas.
No obstante, EIA prefirió apostar por Euskadiko Ezkerra (EE) y se mostró a favor del Estatuto de Autonomía del País Vasco de 1979, desempeñando un papel fundamental para la disolución de ETA (pm). Por otra parte, ESB y LAIA abandonarían Herri Batasuna en 1980 por su oposición a la postura de HB de no participar en las instituciones y por el papel prominente que había adquirido KAS en la dirección de la coalición. Sin embargo, esto también ha sido interpretado como que ETA (m) tomó el control de HB y expulsó a los críticos.
ESB acabaría desapareciendo, al igual que LAIA; aunque esta última junto con LKI y un sector escindido de EE, más el apoyo de EMK, en 1983 crean Auzolan, coalición que se disolvió tres años después.

### Eusko Alkartasuna (1986)
Eusko Alkartasuna (EA) se fundó en septiembre de 1986 a partir de una escisión del PNV liderada por el ex lehendakari Carlos Garaikoetxea. EA se define como un partido socialdemócrata e independentista que defiende una República Vasca en Europa conformada por las siete provincias y lograda por vías pacíficas mediante el derecho de autodeterminación. Proclama la justicia social y la defensa de los servicios públicos como dos de los ejes estratégicos de su programa. 
A pesar de mantener su distancia ideológica, ha compartido gobierno en el País Vasco con el PNV en diversas ocasiones desde 1994 hasta 2009, llegando incluso a presentarse en coalición con dicha formación en varias citas electorales desde 1999 hasta 2005. Tras su congreso extraordinario de junio de 2009, celebrado tras su fracaso en las elecciones de ese año, EA anunció un giro en sus alianzas políticas apostando por la "vía soberanista" y buscando la unidad de las fuerzas abertzales situadas a la izquierda del PNV.

### Disolución de EE; creación de Abertzaleen Batasuna (1993)
Herri Batasuna (HB) se convertiría durante los años 80 y 90 en el partido referente de la izquierda abertzale, concitando a su vez el respaldo de ETA y de sectores antiautoritarios, lo que le llevó en 1987 a conseguir las mayores cotas de expresión política en la izquierda abertzale. Sin embargo, durante los años 1980 conviviría con otro partido de la izquierda abertzale, Euskadiko Ezkerra (EE), hasta que este se fusionó con el Partido Socialista de Euskadi (PSOE) en 1993, quedando desde ese momento HB como único partido abertzale de carácter socialista en el País Vasco y Navarra.
La principal diferencia entre ambos partidos radicaría en su postura respecto a la violencia de ETA. Si bien EE renunció a la lucha armada, condenó la violencia tras la disolución de ETA (pm) y participó en las instituciones, HB rechazó todo proyecto reformista propugnando un escenario de «ruptura democrática» y nunca condenó las acciones de ETA ni declinó el apoyo que esta le prestaba. Por esta razón, con los años HB comenzó a ser perseguida al ser considerada como parte integrante y de apoyo logístico de la banda terrorista.
Mientras tanto, en el País Vasco francés se creó Abertzaleen Batasuna (AB), una plataforma política compuesta inicialmente por Euskal Batasuna (EB), Ezkerreko Mugimendu Abertzalea (EMA) y Eusko Alkartasuna (EA), y después por EB y EMA. En 1994 se formó Herriaren Alde (HA) por la confluencia de grupos afines a los movimientos sociales y que acabaría integrándose finalmente en AB. Con los años, AB se fue consolidando como el referente principal del nacionalismo vasco en Francia como consecuencia del incremento del voto que experimentó en los comicios cantonales y legislativos de la primera mitad de la década de 1990.
Desde el ámbito sindical, ELA y LAB realizaron en 1995 una declaración conjunta en la que se mostraban a favor de la autodeterminación y de la negociación política con ETA, comenzando desde entonces la unidad de acción entre ambas formaciones en pro del "marco vasco de relaciones laborales".

### Detención de la Mesa Nacional de HB (1997)
HB continuaría su actividad política, siempre sin condenar la violencia, hasta que la sombra de la ilegalización empieza a planear sobre ella. En 1997 son detenidos los 23 miembros de la Mesa Nacional por colaboración con banda armada, tras el intento de difusión, como cuña electoral en la propaganda electoral televisiva gratuita, de un vídeo en el que Euskadi Ta Askatasuna presentaba su denominada Alternativa Democrática, siendo condenados a siete años de cárcel cada uno de ellos por el Tribunal Supremo (STC 136/99, 20 de julio de 1999). Así se formó una nueva Mesa Nacional, cambiando todos sus miembros. La sentencia sería anulada posteriormente por el Tribunal Constitucional «debido a la falta de proporción de la pena legalmente prevista». Sin embargo, según la Fiscalía, «ni sus hechos probados ni sus fundamentos jurídicos fueron puestos en tela de juicio por el supremo intérprete de la Constitución».

### Euskal Herritarrok; clausura deEgin; ilegalización de KAS (1998)
Al año siguiente, en 1998, en plena tregua de ETA tras la firma del Pacto de Estella, Herri Batasuna, Zutik y Batzarre crean Euskal Herritarrok (EH), coalición que dadas las circunstancias del momento cosecha los mejores resultados de la izquierda abertzale en las elecciones navarras y vascas. 
Por otro lado, en julio de 1998 el diario Egin fue clausurado por orden judicial, y en noviembre de ese mismo año la coordinadora KAS fue ilegalizada por servir de soporte político a las actividades terroristas de ETA así como por considerarla parte de esta.
El 2 de enero de 1999 fue investido Lehendakari del País Vasco Juan José Ibarretxe con el apoyo de PNV, EA y EH. En marzo se llegaba a un pacto de gobierno entre las tres fuerzas nacionalistas, formándose un gobierno de coalición entre el PNV y EA, y en mayo se firmó un acuerdo de legislatura con EH.

### Udalbiltza (1999)
El Pacto de Estella también propició la creación de Udalbiltza, una mancomunidad de cargos municipales nacionalistas que se creó el 18 de septiembre de 1999 con la intención de ser el primer órgano político de representación popular genuinamente vasco, al abarcar a representantes municipales de todo Euskal Herria. Cuando la tregua de ETA de 1998 tocó a su fin y el pacto de Estella se dio por liquidado, Udalbiltza sufrió una escisión y sólo los representantes municipales de la izquierda abertzale dieron continuidad al proyecto originario.
En 2003 fue desmantelada por la policía y sus dirigentes fueron encarcelados acusados de colaborar con ETA. Finalmente, el 20 de enero de 2011 todos ellos fueron absueltos por la Audiencia Nacional porque, según la sentencia de dicho tribunal, «la mera coincidencia o sintonía entre los objetivos que ETA autoproclama como justificación de su actividad delictiva y los de Udalbiltza no son constitutivo de delito alguno» y «en un estado democrático quedan fuera del ámbito penal la acción política y las opiniones y manifestaciones ideológicas, gusten o no, sean mayoritarias o minoritarias, sean compartidas o no». En 2013 fue reactivada a iniciativa de la coalición Euskal Herria Bildu y con el apoyo de Sortu, Eusko Alkartasuna, Aralar, Alternatiba y Abertzaleen Batasuna.

### Batasuna y Aralar; ilegalización de Gestoras (2001)
En el año 2001 nace Batasuna, creada como una refundación de Herri Batasuna (HB) para intentar unir en único partido a los abertzales de izquierda de toda Euskal Herria junto con los sectores anteriormente integrados en la coalición Euskal Herritarrok (EH), de la cual ya se habían desvinculado Batzarre y Zutik tras la ruptura de la tregua de ETA el año anterior. Sus componentes eran principalmente miembros de Herri Batasuna (HB) a los que se unieron los militantes de Abertzaleen Batasuna (AB) contrarios a la decisión mayoritaria de no integrarse en Batasuna. Acción Nacionalista Vasca (ANV), por su parte, apoyó el proyecto pero quiso mantener su histórica forma de partido autónomo.

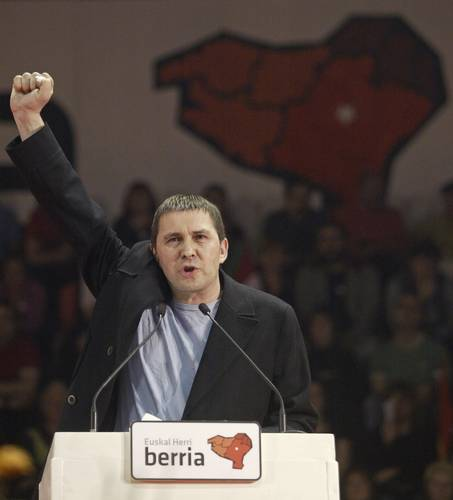
Arnaldo Otegi ha sido el principal rostro público de la izquierda abertzale desde la fundación de Batasuna.

Con la refundación y cambio de nombre se pretendía crear un partido político a nivel nacional, ya que tanto HB como EH eran coaliciones que sólo actuaban en las comunidades autónomas españolas de Navarra y País Vasco, y por su parte AB se veía restringido a un País Vasco francés carente además de departamento propio. Dicha tendencia también fue tomada por Eusko Alkartasuna (EA) y el Partido Nacionalista Vasco (PNV).
En la formación de Batasuna se debatieron cinco ponencias principales: la mayoritaria Bateginez ('Unificando'); Igitaia eta Mailua ('La hoz y el martillo'), de Euskal Herriko Komunistak (EHK); Piztu Euskal Herria ('Encender Euskal Herria'), partidaria de la desobediencia civil; Arragoa ('Crisol'), presentada por miembros de Zutik y Batzarre; y Aralar, de la corriente del mismo nombre. Aralar era una corriente de opinión proveniente de HB, especialmente presente en Navarra y encabezada por el concejal de Pamplona de HB Patxi Zabaleta, que tras la ruptura de la tregua de ETA abogó por la apertura de un debate sobre la actitud de la izquierda abertzale respecto a la lucha armada (siendo partidaria de la condena pública de la actividad de ETA), así como el tipo de labor institucional que debía realizar (partidaria de una participación con normalidad). Tras ser rechazada su ponencia, abandonó el proceso de refundación y decidió fundar un partido político del mismo nombre.
Por otro lado, las Gestoras Pro Amnistía fueron ilegalizadas en diciembre de 2001 al haber entendido la Audiencia Nacional que esta organización formaba "parte orgánica" de ETA.

### Clausura deEgunkaria; ilegalización de Batasuna, EH y HB (2003)
El 20 de febrero de 2003, la Audiencia Nacional ordenó la clausura del diario Egunkaria, único publicado íntegramente en euskera, y la detención de sus directivos, por formar presuntamente parte del conglomerado empresarial controlado por ETA; aunque años más tarde serían absueltos.
En marzo de 2003, Herri Batasuna, Euskal Herritarrok y Batasuna fueron declarados partidos ilegales por el Tribunal Supremo en virtud de la Ley de Partidos acusados de vinculación con la banda terrorista ETA. Batasuna continuó siendo legal en Francia, bajo la forma de una asociación.
Esta acusación se basó en su rechazo a condenar la violencia de ETA y a ampararla y justificarla durante años, junto con que HB presentó con frecuencia como candidatos en las elecciones a miembros o exmiembros de ETA y que ETA pidió el voto para la coalición varias ocasiones. Asimismo el Tribunal Supremo consideró probado que la actividad de HB y las formaciones posteriores estaba supeditada a las directrices políticas de ETA.
Sin embargo Batasuna intentó sortear su ilegalización mediante diversas marcas electorales en las posteriores citas con las urnas. Así, se presentó como Autodeterminaziorako Bilgunea (AuB) para las elecciones a las Juntas Generales del País Vasco y al Parlamento de Navarra de 2003, pero todas sus listas fueron impugnadas.
En las elecciones europeas de 2004, se constituyó la plataforma Herritarren Zerrenda (HZ) anulada en España por el Tribunal Supremo por su relación con Batasuna. Sin embargo en Francia HZ sí se pudo presentar, consiguiendo 5.100 votos en el País Vasco francés.

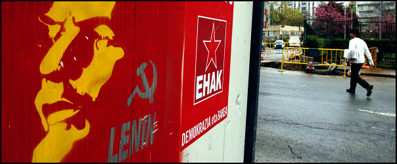
El Partido Comunista de las Tierras Vascas (EHAK) sería la apuesta de la izquierda abertzale para las elecciones al Parlamento Vasco de 2005, en las que consiguió nueve diputados.

Para las elecciones al Parlamento Vasco de 2005 se presentó la agrupación Aukera Guztiak (AG), que acabó siendo impugnada por igual motivo; sin embargo la lista apoyada finalmente por Batasuna para dichas elecciones fue la del Partido Comunista de las Tierras Vascas (EHAK), que obtuvo nueve diputados en el Parlamento Vasco. 
De cara las elecciones de 2007 (forales, autonómicas y municipales) miembros de la izquierda abertzale ilegalizada registraron un nuevo partido político en el Ministerio de Interior: Abertzale Sozialisten Batasuna (ASB). Tras considerar que sus promotores y miembros fueron miembros de Batasuna y que su estructura era similar a dicho partido el registro fue vetado. De esta forma la izquierda abertzale quedó fuera del Parlamento de Navarra, de las Juntas Generales de Guipúzcoa, Vizcaya y Álava, y de la mitad de municipios vascos durante varios años.

### Nafarroa Bai (2003)

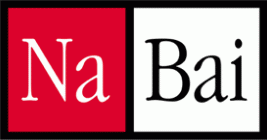
Logo de Nafarroa Bai

Mientras tanto, en Navarra se formó la coalición Nafarroa Bai que, con el propósito de representar y defender los intereses de la ciudadanía navarra vasquista y progresista, conjugaba un espectro ideológico que iba del socialismo (Aralar, Batzarre) y la socialdemocracia (Eusko Alkartasuna) a la democracia cristiana (PNV), compartiendo todas ellas posiciones nacionalistas o, cuando menos, vasquistas (Batzarre).
Nafarroa Bai se presentó por primera vez como coalición a las elecciones generales de 2004, logrando uno de los cinco escaños navarros en el Congreso de los Diputados. En las elecciones autonómicas de 2007 se convirtió en la segunda fuerza política de Navarra por número de votantes y representación parlamentaria, mientras que en las elecciones generales de 2008 mantuvo la tercera posición y el escaño conseguido en las elecciones anteriores, aumentando ligeramente su porcentaje de votos.

Logo de Acción Nacionalista Vasca - Eusko Abertzale Ekintza

### ANV en las elecciones; nuevas ilegalizaciones; Euskal Herria Bai (2007)
La candidatura que representó a la izquierda abertzale ilegalizada en las elecciones forales y municipales de 2007 fue Acción Nacionalista Vasca (ANV), el cual llevaba 30 años sin presentar una candidatura propia a elecciones y para el cual el miembro de Batasuna Pernando Barrena pidió públicamente el voto. Parte de las listas de ANV fueron impugnadas, permitiendo presentarse a 123 de un total de 256.
ANV obtuvo 94.253 votos en las candidaturas que no fueron impugnadas (73.456 en el País Vasco y 20.690 en Navarra). ANV ganó en 31 municipios de los 97 que pudo presentarse y obtuvo representación en otros 62. De esta manera, la formación abertzale sumó 337 concejales en el País Vasco y 93 en Navarra, siendo la cuarta fuerza política en votos, con un 6,77% (tercera en número de concejales), en el País Vasco y cuarta (3,29%) en Navarra. ANV obtuvo también un concejal en el Condado de Treviño y otro en La Puebla de Arganzón, los municipios que forman el enclave burgalés en Álava de Treviño. Atribuyéndose todos los votos declarados nulos, ANV reclamó como propios 92.000 votos más en el País Vasco y Navarra; afirmando ser la fuerza mayoritaria en un total de 55 alcaldías de estos territorios. En el Parlamento de Navarra, los votos nulos fueron 18.285, que la formación reivindicó como propios, correspondiéndola según esta interpretación dos diputados electos.
En el mismo año la Audiencia Nacional declaró ilegales las organizaciones Segi (y sus antecesoras Haika y Jarrai), KAS, Ekin y Xaki por su relación con ETA, condenando a más de 500 años de cárcel a los acusados de pertenecer a estas organizaciones, si bien el Tribunal Supremo rebajaría las penas posteriormente. Asimismo, al año siguiente la Audiencia Nacional también declaró ilegales Acción Nacionalista Vasca y el Partido Comunista de las Tierras Vascas.
Mientras tanto en el País Vasco francés, Batasuna, Eusko Alkartasuna y Abertzaleen Batasuna configuraban la coalición Euskal Herria Bai para las elecciones legislativas francesas de 2007. Euskal Herria Bai consiguió en 10.781 votos y un 7,99% de los sufragios. Los resultados animaron a los integrantes de la coalición a reeditarla para las elecciones cantonales de 2008 en las cuales EH Bai cosechó 12.302 votos en la primera vuelta, lo que supuso un 13,75% de los votos válidos.

### La izquierdaabertzaleilegalizada fuera del Parlamento Vasco (2009)
Para las elecciones al Parlamento Vasco de 2009 la izquierda abertzale ilegalizada presentó la plataforma Demokrazia Hiru Milioi. Sus candidaturas fueron anuladas y la plataforma ilegalizada, al tiempo que sucedía lo mismo con el partido político Askatasuna que en las elecciones de 2001 se había presentado con un resultado simbólico. Con este acontecimiento, la izquierda abertzale ilegalizada quedó fuera por primera vez del Parlamento Vasco, lo que facilitó la investidura de Patxi López (PSE-EE) como lehendakari del Gobierno Vasco gracias a un pacto de su partido con el PP.
Mientras tanto, desde su separación de HB, Aralar continuó su trayectoria, obteniendo un diputado en su primera cita electoral al Parlamento Vasco en 2005, aumentados a cuatro en las de 2009. En las elecciones al Parlamento de Navarra de 2007 logró cinco diputados dentro de la coalición Nafarroa Bai, segunda fuerza política de la comunidad foral. Por otro lado, en febrero de 2009, Abertzaleen Batasuna (AB) tomó la decisión de afianzar y dar oficialidad a sus relaciones con Aralar, que hasta entonces había considerado su referente en España, pero sin vinculación orgánica.
En las elecciones europeas de 2009, desde Batasuna y su entorno se pidió el voto para la candidatura Iniciativa Internacionalista en España y para Euskal Herriaren Alde en Francia. Por su parte, Aralar y Eusko Alkartasuna se presentaron dentro de la coalición nacionalista y de izquierdas Europa de los Pueblos-Verdes en España, mientras que en Francia AB y EA dieron su apoyo a Europe Écologie.
Iniciativa Internacionalista obtuvo un 15,92% del voto en la comunidad autónoma del País Vasco y un 11,46% en Navarra, mientras que la lista de Aralar y EA consiguió un 5,67% en el País Vasco y un 6,98% en Navarra. Sin embargo, a nivel estatal Iniciativa Internacionalista no consiguió representación, mientras que la lista de Europa de los Pueblos-Verdes obtuvo un eurodiputado, que se iría rotando entre los miembros de la coalición.
En Francia Euskal Herriaren Alde tampoco consiguió representación consiguiendo un 2,7% de los votos en el departamento de Pirineos Atlánticos.

### Zutik Euskal Herria(2010)
En noviembre de 2009, tres décadas después del nacimiento de HB en Alsasua, la izquierda abertzale volvió a reunirse en la misma localidad para presentar la Declaración de Alsasua, en la que la izquierda abertzale ilegalizada realizó una declaración en la cual apostaba por una «confrontación por vías exclusivamente políticas y democráticas», al tiempo que revindicaba el diálogo entre ETA y el Gobierno de España. Tras esta declaración se presentó el documento Clarificando la fase y la estrategia que fue debatido en 254 asambleas en municipios vascos, en las cuales se hacía una retrospectiva de los últimos treinta años de trayectoria política de la izquierda abertzale y se clarificaba cual iba a ser la vía a tomar en el futuro por este movimiento.
Finalizado el debate, las bases de Batasuna presentaron en febrero de 2010 el documento Zutik Euskal Herria, en el cual se asumían los Principios Mitchell para dar salida al conflicto vasco, un «proceso democrático en ausencia de violencia» y la «acumulación de fuerzas soberanistas». En el documento se descartó el uso de la violencia como forma de hacer política apelando a la «lucha de masas, la lucha institucional y la lucha ideológica» como únicas vías, al tiempo que afirmaba que «nadie podrá utilizar la fuerza o amenazar con su uso para influenciar en el curso o el resultado de las negociaciones multipartitas, así como para tratar de modificar el acuerdo que nazca de las mismas».
A la presentación del documento le siguió la Declaración de Pamplona, en la cual la izquierda abertzale apelaba por primera vez a ETA en público, demandándole a esta y al gobierno español el cumplimiento de la Declaración de Bruselas realizada por varias fundaciones y premios nobel de la paz (entre los cuales, el expresidente sudafricano Frederik de Klerk, el arzobispo Desmond Tutu, John Hume y y la ex primera ministra irlandesa Mary Robinson), en la que se pedía un alto el fuego permanente e incondicional que fuera supervisado internacionalmente. El 5 de septiembre de 2010, ETA anunció un cese de las «acciones armadas ofensivas», que fue entendido como un "alto el fuego".

### La coalición electoral Bildu (2011)
En el marco de la estrategia de acumulación de las fuerzas soberanistas a la izquierda del PNV, en junio de 2010 tuvo lugar la firma de un primer acuerdo estratégico entre fuerzas políticas independentistas, suscrito por la dirección de Eusko Alkartasuna y antiguos miembros de la ilegalizada Batasuna, al que siguió el acuerdo «Euskal Herria desde la izquierda» en enero de 2011, al que también se sumó Alternatiba, formación escindida de Ezker Batua-Berdeak en 2009.
El 3 de abril de 2011 se constituyó la coalición Bildu, entre los partidos Eusko Alkartasuna y Alternatiba, las asociaciones Araba Bai y Herritarron Garaia, e independientes de izquierda abertzale. Bildu presentó candidaturas para las elecciones a Juntas Generales, al Parlamento de Navarra, y para las elecciones locales en la mayoría de municipios del País Vasco y Navarra, así como en Treviño y varios concejos navarros.
También se presentaron diversas agrupaciones electorales para las elecciones en varios municipios y concejos del País Vasco y Navarra. Todas las listas de Bildu y algunas de estas agrupaciones electorales fueron impugnadas por la Fiscalía General y la Abogacía General del Estado acusándolas de subordinación a ETA y relacionándolas con Batasuna y otros grupos políticos ilegalizados por su vinculación con ETA.
El 1 de mayo de 2011 la sala 61 del Tribunal Supremo falló a favor (por nueve votos a seis) de las impugnaciones presentadas por la Abogacía del Estado y el Ministerio Fiscal, anulando así las listas presentadas por la coalición Bildu, así como las de diez de las agrupaciones electorales impugnadas. El vicepresidente del gobierno Alfredo Pérez Rubalcaba manifestó igualmente que la sentencia probaba que Bildu no había roto con ETA.
La coalición recurrió al Tribunal Constitucional, el cual revocó la decisión del Supremo al considerar que se había vulnerado el derecho a la participación política de Bildu, consagrado en el artículo 23 de la Constitución, ya que la coalición soberanista no obedecía a una estrategia de ETA y sólo se consumó porque la izquierda abertzale, tras un debate de cinco meses, rechazó la violencia terrorista.
Tras las elecciones de 2011 Bildu obtuvo 313.231 votos (1,39%) y 1.138 concejales, consiguiendo un total de 123 alcaldías. Por comunidades, en el País Vasco se convirtió en la primera fuerza política por concejales, 953, y la segunda por votos, 276.134 (25,45%); y en Navarra obtuvo 37.017 votos (11,63%) y 184 concejales, siendo la tercera fuerza política en ambos aspectos en la comunidad foral. Sus mejores resultados los logró en Guipúzcoa, donde obtuvo 119.537 votos (34,60%) y 441 concejales, destacando la victoria por mayoría relativa en San Sebastián. Con estos resultados Bildu superó los mejores resultados obtenidos por una formación de izquierda abertzale en unas elecciones municipales, marcado hasta la fecha por Euskal Herritarrok en las de 1999.
Respecto a los resultados en las elecciones forales, Bildu logró 31.998 votos (20,96%) y 11 procuradores en las Juntas Generales de Álava (tercera fuerza política), 122.056 votos (21,00%) y 12 apoderados en las de Vizcaya (segunda fuerza política) y 119.094 votos (34,65%) y 22 junteros en las de Guipúzcoa (primera fuerza política). Asimismo, obtuvo 42.839 votos (13,30%) y siete diputados en el Parlamento de Navarra.

### Otras agrupaciones electorales impugnadas por el Tribunal Supremo (2011)
De entre las agrupaciones electorales impugnadas por la Fiscalía General y la Abogacía General del Estado por su relación con Batasuna y otras marcas electorales ilegalizadas según los mismos criterios, el Tribunal Supremo anuló las candidaturas de Arbizuarron Hitza (Arbizu), Aitzurain (Echarri-Aranaz), Izquierda Falcesina (Falces), la Agrupación Independiente Arbekoa (Galar), Oskotseta (para el concejo de Urritza, en el municipio de Imoz, esta candidatura estaba formada por una sola persona, presidenta del concejo entre 2007 y 2011, y miembro de Verdes de Navarra-Nafarroako Berdeak), la Agrupación de Electores Lakuntzaileok (Lacunza), Larraun Bat (Larráun), Biscasa y Pialote (Navascués) y la Agrupación Independiente de Iguzquiza (Igúzquiza).
Entre las agrupaciones electorales admitidas por el Tribunal Supremo también existían casos en que éstas integraban a miembros que con anterioridad participaron con marcas ilegalizadas. Así, Oltzako Herria (de Cendea de Olza) tenía como cabeza de lista a un antiguo candidato de EH; la Agrupación Independiente Batzarramendi (Lácar) integraba a excandidatos de HB y EH; la Agrupación Electoral Erlain (Basaburúa Mayor), gobernada hasta 2007 por ANV, integraba a exmiembros de HB y de otras agrupaciones anuladas en su día por los Tribunales; Txangola (Ezcabarte) también poseía candidatos de HB, EH, ANV y otras agrupaciones anuladas; Atabea (Gallués) integraba a candidatos de Askatasuna, AuB y SA; la Agrupación Urdintxa (Ollo) integraba a un candidato de ANV y la Agrupación Electoral Oskotseta (concejo de Músquiz, en el municipio de Imoz) a una candidata de EH; la Agrupación Electoral Herri Taldea (Echalar). También fue aceptada la candidatura Alkarlanien (Ubidea), encabezada por el alcalde de ANV, miembro del 'comando Donosti' de ETA en los años 1980 y que fue condenado a 33 años de prisión, además de estar integrada también por candidatos, apoderados o promotores de ANV y EH.
El Tribunal Supremo incurrió en una contradicción al aceptar la impugnación de la Fiscalía y rechazar la de la Abogacía respecto a la Agrupación Independiente de Iguzkiza (Igúzquiza), la cual integraba a un antiguo miembro de EH, aunque finalmente fue una de las anuladas. Las demás agrupaciones admitidas para las elecciones fueron Agrupación Independiente Batzarramendi (Valle de Yerri), Agrupación Mendurro (Músquiz) y Agrupación Metauten (Metauten).
De las once agrupaciones electorales anuladas sólo una recurrió al Tribunal Constitucional, la de Zalduendo de Álava, integrada únicamente por un candidato, exmiembro de HB y AuB. El Constitucional admitió el recurso y la agrupación pudo presentarse.

### Amaiur; ETA renuncia a las armas (2011)
En un proceso similar al que dio la creación de Bildu, de cara a las elecciones generales del 20 de noviembre de 2011 se formó la coalición Amaiur, integrada por Aralar, Eusko Alkartasuna, Alternatiba e independientes de la izquierda abertzale. La oferta de formar una coalición abertzale y soberanista también se hizo al PNV, que rechazó confluir en dicha alianza electoral.
El 27 de septiembre de ese año se presentó la coalición, con la intervención de Rufi Etxeberria y Txelui Moreno, presentados como portavoces de la izquierda abertzale; el secretario general de EA, Pello Urizar; la representante de Aralar Rebeka Ubera y el portavoz de Alternatiba, Oskar Matute; en el que expusieron que la coalición reivindicaría "el reconocimiento nacional y el derecho a decidir que le asiste a Euskal Herria". Igualmente, definieron el Acuerdo de Gernika como "la única hoja de ruta existente actualmente que nos llevará a la paz".
Por otro lado, el 20 de octubre, tres días después de la celebración de la Conferencia Internacional de Paz de San Sebastián, en la que se le pedía una declaración en esos términos, ETA anunció en un comunicado "el cese definitivo de su actividad armada".
En las elecciones de noviembre Amaiur registró un total de 334.498 votos, que le otorgaron siete diputados y tres senadores, siendo la segunda fuerza más votada en la comunidad autónoma del País Vasco (primera en número de diputados) y tercera en la de Navarra. De estos diez parlamentarios electos, un diputado y un senador eran miembros de EA, un diputado era de Aralar y los otros siete figuraban como independientes de la izquierda abertzale. En Álava obtuvo 32.267 sufragios (19,11%) y un diputado, el primer diputado de izquierda abertzale por esa circunscipción de la historia; en Guipúzcoa consiguió tres diputados y tres senadores al haber obtenido 129.655 votos, el 34,81% de los votos válidos, siendo la fuerza más votada en dicho territorio histórico; en Navarra la coalición registró un diputado y 49.100 votos (14,86%); y en Vizcaya obtuvo 122.606 votos (19,21%) y dos diputados.

### Legalización de Sortu (2012)
El 7 de febrero de 2011 se presentaron en el palacio Euskalduna los estatutos de la nueva formación de la izquierda abertzale Sortu, en los cuales se rechazaba "la violencia o la amenaza en cualquier forma", incluida la de ETA y adoptaba "una posición clara e inequívoca de actuación por vías exclusivamente políticas y democráticas". Además se comprometía a "mostrar" su voluntad y deseo de contribuir con el resto de agentes políticos, sociales y sindicales "a la definitiva y total desaparición de cualquier clase violencia, en particular, la de la organización ETA"; a la superación de las consecuencias de toda violencia y terrorismo, en pro de la paz, justicia y reconciliación de la sociedad vasca"; "al reconocimiento y reparación de todas las víctimas originadas por las múltiples violencias que han tenido presencia en nuestro pueblo en las últimas décadas."
El 23 de marzo, la Sala Especial del artículo 61 del Tribunal Supremo denegó la inscripción de Sortu en el Registro de Partidos, por considerarlo sucesor de Batasuna y no desvinculado de la organización terrorista ETA; si bien la decisión no fue unánime y el resultado final de nueve a siete fue decidido por el último voto, emitido por el presidente de la Sala Carlos Dívar.
Finalmente, el 20 de junio de 2012, Sortu fue legalizado por el Tribunal Constitucional, por tan sólo un voto de diferencia, al considerar que la sentencia del Supremo vulneró "el derecho de asociación" de los miembros de Sortu en su vertiente de "libertad de creación de partidos políticos" que recoge el artículo 22 de la Constitución. Sortu celebró su congreso fundacional el 24 de febrero de 2013.

### Euskal Herria Bildu (2012)
En las elecciones al Parlamento Vasco de 2012 las formaciones que concurrieron al Congreso y al Senado españoles en las candidaturas de Amaiur se presentaron nuevamente en coalición bajo la denominación Euskal Herria Bildu (EH Bildu). La coalición tomaba como base un acuerdo estratégico suscrito por Eusko Alkartasuna, Aralar, Alternatiba y Sortu (aunque en el caso de esta última su incorporación a la coalición se llevó a cabo tras la conclusión de su proceso constituyente), en el que ofrecían a la ciudadanía vasca «un proyecto de soberanía nacional y de verdadera transformación social» que apostaba por poner la soberanía política y económica «al servicio de un nuevo modelo económico, ecológico y social, de una redistribución justa de la riqueza y de lucha contra la exclusión social, que tenga en la mayoría social trabajadora su referente fundamental».
EH Bildu obtuvo 277.923 votos (25,0%) y 21 de los 75 escaños del Parlamento Vasco. Por circunscripciones, fue la candidatura más votada en Guipúzcoa con el 32,2% de los votos (nueve parlamentarios), y la segunda en Álava (22,1% y seis parlamentarios) y Vizcaya (21,5% y seis parlamentarios).
Desde entonces EH Bildu se ha consolidado como la plataforma electoral que aglutina a la izquierda soberanista vasca en España, repitiendo en todos los comicios. En las elecciones europeas de 2014, a las que se presentó en coalición con el Bloque Nacionalista Galego, recibió el apoyo de Euskal Herria Bai, referente abertzale de izquierdas en Francia, y consiguió un eurodiputado que se integró en el Grupo de la Izquierda Unitaria (GUE-NGL). Por territorios, la coalición fue primera fuerza en Guipúzcoa, con el 31,69% de los votos, y en Álava, con el 19,86%; y segunda fuerza en Vizcaya, con el 20,25%, y en Navarra, con el 20,21%.

## Representación institucional
| Institución                   | Representantes | Candidatura          |
| ----------------------------- | -------------- | -------------------- |
| Alcaldes                      | 146/525        | Euskal Herria Bildu  |
| Concejales                    | 1400/3085      | Euskal Herria Bildu  |
| Juntas Generales de Álava     | 14/51          | Euskal Herria Bildu  |
| Juntas Generales de Guipúzcoa | 22/51          | Euskal Herria Bildu  |
| Juntas Generales de Vizcaya   | 15/51          | Euskal Herria Bildu  |
| Consejeros departamentales    | 2/54           | Euskal Herria Bai    |
| Parlamento Vasco              | 27/75          | Euskal Herria Bildu  |
| Parlamento de Navarra         | 9/50           | Euskal Herria Bildu  |
| Congreso de los Diputados     | 6/350          | Euskal Herria Bildu  |
| Senado de España              | 5/263          | Euskal Herria Bildu  |
| Asamblea Nacional de Francia  | 1/577          | Nuevo Frente Popular |
| Parlamento Europeo            | 1/705          | Ahora Repúblicas     |

## Resultados electorales

### Elecciones generales y europeas en España
| Elecciones y fecha | Candidatura | Votos a                                                                   | %                                                                         | Diputados                                                                 | Senadores                                                                 | Eurodiputados                                                             |
| --- | --- | ------------------------------------------------------------------------- | ------------------------------------------------------------------------- | ------------------------------------------------------------------------- | ------------------------------------------------------------------------- | ------------------------------------------------------------------------- |
| Cortes Generales (junio de 1931) | Acción Nacionalista Vasca (ANV) | 33.826                                                                    | n/a                                                                       | 0                                                                         | 0                                                                         |                                                                           |
| Cortes Generales (noviembre de 1933) | Acción Nacionalista Vasca (ANV) | 2.136                                                                     | n/a                                                                       | 0                                                                         | 0                                                                         |                                                                           |
| Compromisarios (abril de 1936) | Acción Nacionalista Vasca (ANV) | n/a                                                                       | n/a                                                                       | 2                                                                         |                                                                           |                                                                           |
| Cortes Generales (junio de 1977) | Euskadiko Ezkerra (EE) Euskal Sozialistak Elkartzeko Indarra (ESEI) b Partido Socialista Vasco (ESB-PSV) Unión Navarra de Izquierdas (UNAI) Unión Autonomista de Navarra (UAN) c Acción Nacionalista Vasca (ANV) | 61.417 n/a 36.002 24.489 18.079 6.435                                     | 0,34 n/a 0,20 0,13 0,10 0,04                                              | 1 0 0                                                                     | 1 1 0 0                                                                   |                                                                           |
| Cortes Generales (marzo de 1979) | Herri Batasuna (HB) Euskadiko Ezkerra (EE) Unión Navarra de Izquierdas (UNAI) | 172.110 85.677 10.970                                                     | 0,96 0,48 0,06                                                            | 3 1 0                                                                     | 1 0 0                                                                     |                                                                           |
| Cortes Generales (octubre de 1982) | Herri Batasuna (HB) Euskadiko Ezkerra (EE) | 210.601 100.326                                                           | 1,00 0,48                                                                 | 2 1                                                                       | 0 0                                                                       |                                                                           |
| Cortes Generales (junio de 1986) | Herri Batasuna (HB) Euskadiko Ezkerra (EE) | 231.722 107.053                                                           | 1,15 0,53                                                                 | 5 2                                                                       | 1 0                                                                       |                                                                           |
| Parlamento Europeo (junio de 1987) | Herri Batasuna (HB) Coalición por la Europa de los Pueblos (EA) Izquierda de los Pueblos (EE) | 250.953 191.402 113.768                                                   | 1,32 1,00 0,59                                                            |                                                                           |                                                                           | 1 1 0                                                                     |
| Parlamento Europeo (junio de 1989) | Herri Batasuna (HB) Por la Europa de los Pueblos (EA) Izquierda de los Pueblos (EE) | 215.878 139.507 103.283                                                   | 1,38 0,89 0,66                                                            |                                                                           |                                                                           | 1 1 d 1                                                                   |
| Cortes Generales (octubre de 1989) | Herri Batasuna (HB) Eusko Alkartasuna (EA) Euskadiko Ezkerra (EE) | 217.278 136.955 105.238                                                   | 1,06 0,67 0,51                                                            | 4 2 2                                                                     | 3 0 0                                                                     |                                                                           |
| Cortes Generales (junio de 1993) | Herri Batasuna (HB) Eusko Alkartasuna-Euskal Ezkerra (EA-EuE) | 206.876 129.293                                                           | 0,88 0,55                                                                 | 2 1                                                                       | 0 0                                                                       |                                                                           |
| Parlamento Europeo (junio de 1994) | Herri Batasuna (HB) Por la Europa de los Pueblos (EA) | 164.875 87.025                                                            | 0,90 0,47                                                                 |                                                                           |                                                                           | 0 0                                                                       |
| Cortes Generales (marzo de 1996) | Herri Batasuna (HB) Eusko Alkartasuna (EA) | 181.304 115.861                                                           | 0,72 0,46                                                                 | 2 1                                                                       | 0 0                                                                       |                                                                           |
| Parlamento Europeo (junio de 1999) | Euskal Herritarrok (EH) | 270.942                                                                   | 1,30                                                                      |                                                                           |                                                                           | 1                                                                         |
| Cortes Generales (marzo de 2000) | Eusko Alkartasuna (EA) Euskal Herritarrok (EH) e | 100.742 n/a                                                               | 0,43 n/a                                                                  | 1 0                                                                       | 0 0                                                                       |                                                                           |
| Cortes Generales (marzo de 2004) | Eusko Alkartasuna (EA) Nafarroa Bai (NaBai) f Aralar-Zutik | 80.905 61.045 38.560                                                      | 0,31 0,24 0,15                                                            | 1 1 0                                                                     | 0 0 0                                                                     |                                                                           |
| Parlamento Europeo (junio de 2004) | Europa de los Pueblos (EA) Aralar Herritarren Zerrenda (HZ) g | 64.509 17.739 n/a                                                         | 0,42 0,12 n/a                                                             |                                                                           |                                                                           | 1 d 0 0                                                                   |
| Cortes Generales (marzo de 2008) | Nafarroa Bai (NaBai) f Eusko Alkartasuna (EA) Aralar | 62.398 50.371 29.989                                                      | 0,24 0,20 0,12                                                            | 1 0 0                                                                     | 0 0 0                                                                     |                                                                           |
| Parlamento Europeo (junio de 2009) | Iniciativa Internacionalista h Europa de los Pueblos - Verdes (Aralar-EA) | 139.981 55.200                                                            | 0,90 0,35                                                                 |                                                                           |                                                                           | 0 1 d                                                                     |
| Cortes Generales (noviembre de 2011) | Amaiur | 334.498                                                                   | 1,37                                                                      | 7                                                                         | 3                                                                         |                                                                           |
| Parlamento Europeo (mayo de 2014) | Los Pueblos Deciden (EH Bildu) | 221.823                                                                   | 1,41                                                                      |                                                                           |                                                                           | 1 d                                                                       |
| Cortes Generales (diciembre de 2015) | Euskal Herria Bildu (EH Bildu) | 218.467                                                                   | 0,87                                                                      | 2                                                                         | 0                                                                         |                                                                           |
| Cortes Generales (junio de 2016) | Euskal Herria Bildu (EH Bildu) | 184.092                                                                   | 0,77                                                                      | 2                                                                         | 0                                                                         |                                                                           |
| Cortes Generales (abril de 2019) | Euskal Herria Bildu (EH Bildu) | 259.647                                                                   | 0,99                                                                      | 4                                                                         | 1                                                                         |                                                                           |
| Parlamento Europeo (mayo de 2019) | Ahora Repúblicas (EH Bildu) | 301.343                                                                   | 1,34                                                                      |                                                                           |                                                                           | 1 d                                                                       |
| Cortes Generales (noviembre de 2019) | Euskal Herria Bildu (EH Bildu) | 277.647                                                                   | 1,15                                                                      | 5                                                                         | 1                                                                         |                                                                           |
| Cortes Generales (julio de 2023) | Euskal Herria Bildu (EH Bildu) | 333.362                                                                   | 1,36                                                                      | 6                                                                         | 4                                                                         |                                                                           |
| Parlamento Europeo (junio de 2024) | Ahora Repúblicas (EH Bildu) | 273.735                                                                   | 1,58                                                                      |                                                                           |                                                                           | 1                                                                         |
| a Votos atribuibles en Navarra y País Vasco. b Integrado en la candidatura del Frente Autonómico para el Senado, junto a PNV y PSE-PSOE. c Incluye a ANV y ESB-PSV en Navarra. d Legislatura no completa. e Pidió la abstención. f Incluye a Aralar y EA en Navarra. g Candidatura ilegalizada por el Tribunal Supremo. h Candidatura apoyada por Batasuna. | a Votos atribuibles en Navarra y País Vasco. b Integrado en la candidatura del Frente Autonómico para el Senado, junto a PNV y PSE-PSOE. c Incluye a ANV y ESB-PSV en Navarra. d Legislatura no completa. e Pidió la abstención. f Incluye a Aralar y EA en Navarra. g Candidatura ilegalizada por el Tribunal Supremo. h Candidatura apoyada por Batasuna. | Fuentes: - Archivo de resultados electorales del Ministerio del Interior. | Fuentes: - Archivo de resultados electorales del Ministerio del Interior. | Fuentes: - Archivo de resultados electorales del Ministerio del Interior. | Fuentes: - Archivo de resultados electorales del Ministerio del Interior. | Fuentes: - Archivo de resultados electorales del Ministerio del Interior. |

### Elecciones autonómicas y forales del País Vasco
| Elecciones y fecha | Candidatura | Votos                                                                | %                                                                    | Diputados                                                            | Junteros                                                             |
| --- | --- | -------------------------------------------------------------------- | -------------------------------------------------------------------- | -------------------------------------------------------------------- | -------------------------------------------------------------------- |
| Juntas Generales de 1979 | Herri Batasuna (HB) Euskadiko Ezkerra (EE) | 169.653 63.879                                                       | 20,48 7,71                                                           |                                                                      | 38 14                                                                |
| Parlamento Vasco de 1980 | Herri Batasuna (HB) Euskadiko Ezkerra (EE) Euskal Sozialistak Elkartzeko Indarra (ESEI) | 151.636 89.953 6.280                                                 | 16,55 9,82 0,69                                                      | 11 6 0                                                               |                                                                      |
| Juntas Generales de 1983 | Herri Batasuna (HB) Euskadiko Ezkerra (EE) | 142.481 79.158                                                       | 14,32 7,96                                                           |                                                                      | 20 6                                                                 |
| Parlamento Vasco de 1984 | Herri Batasuna (HB) Euskadiko Ezkerra (EE) Auzolan | 157.389 85.671 10.714                                                | 14,65 7,98 1,00                                                      | 11 6 0                                                               |                                                                      |
| Parlamento Vasco de 1986 | Herri Batasuna (HB) Eusko Alkartasuna (EA) Euskadiko Ezkerra (EE) | 199.900 181.175 124.423                                              | 17,47 15,84 10,88                                                    | 13 13 9                                                              |                                                                      |
| Juntas Generales de 1987 | Herri Batasuna (HB) Eusko Alkartasuna (EA) Euskadiko Ezkerra (EE) | 207.372 190.136 106.797                                              | 19,40 17,79 9,99                                                     |                                                                      | 32 35 12                                                             |
| Parlamento Vasco de 1990 | Herri Batasuna (HB) Eusko Alkartasuna (EA) Euskadiko Ezkerra (EE) | 186.410 115.703 79.105                                               | 18,33 11,38 7,78                                                     | 13 9 6                                                               |                                                                      |
| Juntas Generales de 1991 | Herri Batasuna (HB) Eusko Alkartasuna (EA) Euskadiko Ezkerra (EE) | 172.844 123.334 68.139                                               | 17,57 12,54 6,93                                                     |                                                                      | 27 19 8                                                              |
| Parlamento Vasco de 1994 | Herri Batasuna (HB) Eusko Alkartasuna (EA) | 166.147 105.136                                                      | 16,29 10,31                                                          | 11 8                                                                 |                                                                      |
| Juntas Generales de 1995 | Herri Batasuna (HB) Eusko Alkartasuna (EA) | 160.552 120.960                                                      | 14,70 11,08                                                          |                                                                      | 20 15                                                                |
| Parlamento Vasco de 1998 | Euskal Herritarrok (EH) Eusko Alkartasuna (EA) | 224.001 108.635                                                      | 17,91 8,69                                                           | 14 6                                                                 |                                                                      |
| Juntas Generales de 1999 | Euskal Herritarrok (HB) Eusko Alkartasuna (EA) a | 228.523 n/a                                                          | 20,04 n/a                                                            |                                                                      | 29 17                                                                |
| Parlamento Vasco de 2001 | Euskal Herritarrok (EH) Eusko Alkartasuna (EA) a Askatasuna | 143.139 n/a 663                                                      | 10,12 n/a 0,05                                                       | 7 7 0                                                                |                                                                      |
| Juntas Generales de 2003 | Eusko Alkartasuna (EA) a Aralar Autodeterminaziorako Bilgunea (AuB) b | n/a 36.069 n/a                                                       | n/a 3,24 n/a                                                         |                                                                      | 20 1 0                                                               |
| Parlamento Vasco de 2005 | Partido Comunista de las Tierras Vascas (PCTV-EHAK) Eusko Alkartasuna (EA) a Aralar Aukera Guztiak (AG) b | 150.644 n/a 28.180 n/a                                               | 12,44 n/a 2,33 n/a                                                   | 9 7 1 0                                                              |                                                                      |
| Juntas Generales de 2007 | Eusko Alkartasuna (EA) Acción Nacionalista Vasca (ANV) c Aralar d Abertzale Sozialisten Batasuna (ASB) b | 69.973 28.227 n/a                                                    | 7,60 3,07 n/a                                                        |                                                                      | 10 5 4 0                                                             |
| Parlamento Vasco de 2009 | Aralar Eusko Alkartasuna (EA) Askatasuna b Demokrazia Hiru Milioi (D3M) b | 62.214 37.820 n/a                                                    | 6,05 3,68 n/a                                                        | 4 1 0 0                                                              |                                                                      |
| Juntas Generales de 2011 | Bildu Aralar | 273.138 37.220                                                       | 25,94 3,54                                                           |                                                                      | 45 1                                                                 |
| Parlamento Vasco de 2012 | Euskal Herria Bildu (EH Bildu) | 277.923                                                              | 25,00                                                                | 21 e                                                                 |                                                                      |
| Juntas Generales de 2015 | Euskal Herria Bildu (EH Bildu) | 242.431                                                              | 22,73                                                                |                                                                      | 39                                                                   |
| Parlamento Vasco de 2016 | Euskal Herria Bildu (EH Bildu) | 225.172                                                              | 21,26                                                                | 18                                                                   |                                                                      |
| Juntas Generales de 2019 | Euskal Herria Bildu (EH Bildu) | 266.946                                                              | 23,98                                                                |                                                                      | 39                                                                   |
| Parlamento Vasco de 2020 | Euskal Herria Bildu (EH Bildu) | 249.580                                                              | 27,60                                                                | 21                                                                   |                                                                      |
| Juntas Generales de 2023 | Euskal Herria Bildu (EH Bildu) | 290.513                                                              | 28,73                                                                |                                                                      | 51                                                                   |
| Parlamento Vasco de 2024 | Euskal Herria Bildu (EH Bildu) | 343.609                                                              | 32,13                                                                | 27                                                                   |                                                                      |
| a En coalición con el PNV. b Candidatura ilegalizada por el Tribunal Supremo. c Varias de sus listas fueron ilegalizadas. d En coalición con Ezker Batua-Berdeak. e De ellos, 4 de EA, 3 de Aralar y 3 de Alternatiba. | a En coalición con el PNV. b Candidatura ilegalizada por el Tribunal Supremo. c Varias de sus listas fueron ilegalizadas. d En coalición con Ezker Batua-Berdeak. e De ellos, 4 de EA, 3 de Aralar y 3 de Alternatiba. | Fuentes: - Archivo histórico electoral de la Generalitat Valenciana. | Fuentes: - Archivo histórico electoral de la Generalitat Valenciana. | Fuentes: - Archivo histórico electoral de la Generalitat Valenciana. | Fuentes: - Archivo histórico electoral de la Generalitat Valenciana. |

### Elecciones autonómicas de Navarra
| Elecciones y fecha | Candidatura                                                                                          | Votos                                                                | %                                                                    | Diputados                                                            |
| --- | --- | -------------------------------------------------------------------- | -------------------------------------------------------------------- | -------------------------------------------------------------------- |
| Elecciones al Parlamento de Navarra de 1979 | Herri Batasuna (HB) Agrupaciones Electorales de Merindad (Amaiur) Unión Navarra de Izquierdas (UNAI) | 28.244 17.282 7.419                                                  | 11,12 6,81 2,92                                                      | 9 7 1                                                                |
| Elecciones al Parlamento de Navarra de 1983 | Herri Batasuna (HB) Auzolan Euskadiko Ezkerra (EE)                                                   | 28.055 8.356 6.292                                                   | 10,62 3,16 2,38                                                      | 6 0 0                                                                |
| Elecciones al Parlamento de Navarra de 1987 | Herri Batasuna (HB) Eusko Alkartasuna (EA) Euskadiko Ezkerra (EE)                                    | 38.138 19.840 9.618                                                  | 13,68 7,10 3,44                                                      | 7 4 1                                                                |
| Elecciones al Parlamento de Navarra de 1991 | Herri Batasuna (HB) Eusko Alkartasuna (EA) Euskadiko Ezkerra (EE)                                    | 30.762 15.170 5.824                                                  | 11,35 5,60 2,15                                                      | 6 3 0                                                                |
| Elecciones al Parlamento de Navarra de 1995 | Herri Batasuna (HB) Eusko Alkartasuna (EA)                                                           | 27.404 13.568                                                        | 9,40 4,66                                                            | 5 2                                                                  |
| Elecciones al Parlamento de Navarra de 1999 | Euskal Herritarrok (EH) Eusko Alkartasuna (EA) a                                                     | 47.271 16.512                                                        | 15,96 5,57                                                           | 8 3                                                                  |
| Elecciones al Parlamento de Navarra de 2003 | Aralar Eusko Alkartasuna (EA) a Autodeterminaziorako Bilgunea (AuB) b                                | 24.068 22.824 n/a                                                    | 8,02 7,61 n/a                                                        | 4 4 c 0                                                              |
| Elecciones al Parlamento de Navarra de 2007 | Nafarroa Bai (NaBai) d Acción Nacionalista Vasca (ANV) b Abertzale Sozialisten Batasuna (ASB) b      | 77.893 n/a                                                           | 23,95 n/a                                                            | 12 e 0 0                                                             |
| Elecciones al Parlamento de Navarra de 2011 | NaBai 2011 f Bildu                                                                                   | 49.927 42.916                                                        | 15,41 13,28                                                          | 8 g 7 h                                                              |
| Elecciones al Parlamento de Navarra de 2015 | Euskal Herria Bildu (EH Bildu)                                                                       | 48.166                                                               | 14,25                                                                | 8 i                                                                  |
| Elecciones al Parlamento de Navarra de 2019 | Euskal Herria Bildu (EH Bildu)                                                                       | 50.631                                                               | 14,54                                                                | 7                                                                    |
| Elecciones al Parlamento de Navarra de 2023 | Euskal Herria Bildu (EH Bildu)                                                                       | 55.478                                                               | 17,28                                                                | 9                                                                    |
| a En coalición con el PNV. b Candidatura ilegalizada por el Tribunal Supremo. c De ellos, 3 de EA. d Coalición de Aralar, EA, PNV y Batzarre. e De ellos, 5 de Aralar y 4 de EA. f Coalición de Aralar, PNV e independientes. g De ellos, 5 de Aralar. h De ellos, 3 de EA, 2 de HG y 2 independientes. i De ellos, 3 de Sortu, 3 de EA y 2 de Aralar. | Fuentes: - Archivo histórico electoral de la Generalidad Valenciana.                                 | Fuentes: - Archivo histórico electoral de la Generalidad Valenciana. | Fuentes: - Archivo histórico electoral de la Generalidad Valenciana. | Fuentes: - Archivo histórico electoral de la Generalidad Valenciana. |

### Elecciones legislativas y europeas en Francia
| Elecciones y fecha | Candidatura                                                   | Votos           | %             | Diputados | Eurodiputados |
| --- | ------------------------------------------------------------- | --------------- | ------------- | --------- | ------------- |
| Elecciones legislativas de Francia de 1967 | Enbata                                                        | 5.035           | 4,63          | 0         |               |
| Elecciones legislativas de Francia de 1968 | Enbata                                                        | n/a             | 1,58          | 0         |               |
| Elecciones legislativas de Francia de 1978 | Euskal Herriko Alderdi Sozialista (EHAS)                      | 4.924           | 3,59          | 0         |               |
| Elecciones legislativas de Francia de 1986 | Ezkerreko Mugimendu Abertzalea (EMA)                          | 5.081           | 3,77          | 0         |               |
| Elecciones legislativas de Francia de 1988 | Ezkerreko Mugimendu Abertzalea (EMA)                          | 6.756           | 5,67          | 0         |               |
| Elecciones legislativas de Francia de 1993 | Abertzaleen Batasuna (AB) a                                   | 8.179           | 5,65          | 0         |               |
| Elecciones legislativas de Francia de 1997 | Abertzaleen Batasuna (AB) b Eusko Alkartasuna (EA) c          | 11.297 n/a      | 6,45 2,87     | 0 0       |               |
| Elecciones legislativas de Francia de 2002 | Abertzaleen Batasuna (AB) Eusko Alkartasuna (EA) c Batasuna d | 7.656 1.987 n/a | 5,91 1,51 n/a | 0 0 0     |               |
| Elecciones al Parlamento Europeo de 2004 | Herritarren Zerrenda (HZ) e                                   | 5.139           | 2,55          |           | 0             |
| Elecciones legislativas de Francia de 2007 | Euskal Herria Bai (EH Bai) f                                  | 10.676          | 8,30          | 0         |               |
| Elecciones al Parlamento Europeo de 2009 | Europe Écologie (EE) g Euskal Herriaren Alde (EHA) e          | 13.885 5.540    | 15,62 6,23    |           | 0 0           |
| Elecciones legislativas de Francia de 2012 | Euskal Herria Bai (EH Bai) h Amalur i                         | 11.518 4.101    | 8,80 3,16     | 0 0       |               |
| Elecciones legislativas de Francia de 2017 | Euskal Herria Bai (EH Bai)                                    | 12.665          | 10,42         | 0         |               |
| Elecciones legislativas de Francia de 2022 | Euskal Herria Bai (EH Bai)                                    | 16.048          | 13,03         | 0         |               |
| a Coalición de EMA, EB y EA. b Coalición de EMA, EB y HA. c En coalición con el PNB. d Pidió la abstención. e Candidatura promovida por Batasuna. f Coalición de AB, Batasuna y EA. g Candidatura apoyada por AB y EA. h Coalición de AB y Batasuna. i Coalición de Europe Écologie-Les Verts y EA. |                                                               |                 |               |           |               |

### Elecciones del Departamento de Pirineos Atlánticos
| Elecciones y fecha                                                                                           | Candidatura                                               | Votos a | %         | Consejeros b |
| --- | --------------------------------------------------------- | ------- | --------- | ------------ |
| Elecciones cantonales de Francia de 1998                                                                     | Abertzaleen Batasuna (AB) Eusko Alkartasuna (EA)          | n/a     | 9,00 n/a  | 0 0          |
| Elecciones cantonales de Francia de 2001                                                                     | Abertzaleen Batasuna (AB) Eusko Alkartasuna (EA)          | n/a     | 12,00 n/a | 1 0          |
| Elecciones cantonales de Francia de 2004                                                                     | Abertzaleen Batasuna (AB) Batasuna Eusko Alkartasuna (EA) | n/a     | n/a       | 1 0 0        |
| Elecciones cantonales de Francia de 2008                                                                     | Euskal Herria Bai (EH Bai)                                | 12.302  | 13,75     | 0            |
| Elecciones cantonales de Francia de 2011                                                                     | Euskal Herria Bai (EH Bai)                                | 16.233  | 12,84     | 0            |
| Elecciones departamentales de Francia de 2015                                                                | Euskal Herria Bai (EH Bai)                                | 17.779  | 16,09     | 2 c          |
| Elecciones departamentales de Francia de 2021                                                                | Euskal Herria Bai (EH Bai)                                | 20.821  | 24,64     | 2            |
| a Obtenidos en primera vuelta. b Elegidos en segunda vuelta. c De ellos, uno de EH Bai y otro independiente. |                                                           |         |           |              |